# فئات مرتبطة بالتشخيص
الفئات المرتبطة بالتشخيص (DRG) هي عبارة عن نظام معمول من أجل تصنيف حالات المستشفى إلى واحدة من 467 مجموعة في الأصل، إذ تعد المجموعة الأخيرة (المرمزة 470 عبر 24v بعد ذلك 999)  غير قابلة للتصنيف. طور نظام التصنيف هذا كمشروع تعاوني من قبل روبرت بي فيتر، دكتوراه من كلية ييل للإدارة، وجون دي تومسون، ماجستير في الصحة العامة، من كلية ييل للصحة العامة. يشار إلى النظام أيضًا باسم الـ DRGs، وكان القصد منه تحديد الخدمات التي يقدمها المستشفى. أحد الأمثلة على الخدمات هو استئصال الزائدة الدودية. وقد طور النظام تحسبًا لإقناع الكونجرس لاستخدامه في التعويض (الدفع)، ليحل محل الدفع على أساس التكلفة الذي استخدم حتى ذلك الحين. تعين المجموعات المتعلقة بالتشخيص من خلال برنامج grouper (غروبر) على أساس تشخيص ICD (التصنيف الدولي للأمراض)، والإجراءات، والعمر، والجنس، وحالة الإجراء، ووجود مضاعفات أو أمراض مصاحبة. استخدمت الفئات المرتبطة بالتشخيص في الولايات المتحدة منذ عام 1982 لتحديد المبلغ الذي تدفعه شركة الرعاية الصحية للمستشفى مقابل كل منتج، نظرًا لأن المرضى داخل كل فئة متشابهين سريريًا ومن المتوقع أن يستهلكوا نفس المستوى من موارد المستشفى. يمكن تجميع الفئات المرتبطة بالتشخيص بشكل أكبر في فئات التشخيص الرئيسية (MDCs). الفئات المرتبطة بالتشخيص هي أيضًا ممارسة قياسية لتحديد عمليات الدفع الخاصة بالتعويضات الأخرى المتعلقة ببرنامج الرعاية الصحية (ميدي كير) مثل مقدمي الرعاية الصحية المنزلية.

## الغاية
كانت الغاية الأصلية للفئات المرتبطة بالتشخيص (DRG) هو تطوير نظام تصنيف يحدد الخدمات (المنتجات) التي يتلقاها المريض. تطورت صناعة الرعاية الصحية منذ إدخال الفئات المرتبطة بالتشخيص في أوائل الثمانينيات وطوّرت طلبًا متزايدًا على نظام تصنيف المرضى الذي يمكن أن يخدم هدفه الأصلي بمستوى أعلى من التعقيد والدقة. لتلبية تلك الاحتياجات المتطورة، كان الهدف من نظام الفئات المرتبطة بالتشخيص أن يتوسع في النطاق.
طورت العديد من أنظمة الفئات المرتبطة بالتشخيص المختلفة في الولايات المتحدة. وهي تشمل:
- الفئات المرتبطة بالتشخيص في مجال الرعاية الصحية (CMS-DRG & MS-DRG)
- االفئات المرتبطة بالتشخيص المنقحة (R-DRG)
- جميع الفئات المرتبطة بالتشخيص للمرضى (AP-DRG)
- الفئات المرتبطة بالتشخيص الشديدة (S-DRG)
- كل المرضى، الفئات المرتبطة بالتشخيص المعدلة لدرجة الخطورة (APS-DRG)
- الفئات المنقحة المرتبطة بالتشخيص لجميع المرضى (APR-DRG)
- الفئات المرتبطة بالتشخيص المنقحة دوليًا (IR-DRG)

طورت أنظمة الفئات المرتبطة بالتشخيص الأخرى لأسواق مثل أمريكا اللاتينية وآسيا، على سبيل المثال:
- برنامج غروبر الفئات المرتبطة بالتشخيص لAVEDIAN (LAT-GRC)

## إحصائيات
اعتبارًا من عام 2003 ، شملت أفضل 10 فئات مرتبطة بالتشخيص ما يقرب من 30% من حالات دخول المستشفى الحادة.
في عام 1991، كانت أعلى 10 فئات مرتبطة بالتشخيص بشكل عام هي: حديثي الولادة الطبيعية (الولادة المهبلية)، وفشل القلب، والذهان، والقيصرية، وحديثي الولادة الذين يعانون من مشاكل خطيرة، والذبحة الصدرية، واضطرابات الأوعية الدموية الدماغية النوعية، والالتهاب الرئوي، واستبدال الورك / الركبة. شكلت هذه المجموعات ما يقرب من 30% من جميع حالات الخروج من المستشفيات.
من حيث التباين الجغرافي، اعتبارًا من عام 2011، اختلفت مدفوعات المستشفيات في 441 سوق عمل.